# An Agenda for Peace
An Agenda for Peace è un progetto di riforma delle Nazioni Unite elaborato dal segretario generale Boutros Boutros-Ghali nel 1992.

## Storia
All'indomani della caduta dell'Unione Sovietica il segretario generale dell'ONU Boutros Boutros-Ghali, diplomatico egiziano fra i negoziatori degli accordi di Camp David, fu incaricato dal Consiglio di sicurezza di preparare un progetto di riforma delle Nazioni Unite per rendere l'organizzazione in un grado di affrontare le sfide politiche del nuovo ordine internazionale non bipolare. Nel giugno 1992 fu resa pubblica l'Agenda for Peace, un programma elaborato da un comitato di esperti internazionali nominato dal segretario, che disegnava la missione per il futuro dell'organizzazione.
Se la Carta del 1945 concepiva il mantenimento della pace in funzione passiva come una reazione collettiva ad atti di aggressione o come schieramento di contingenti militari a separare le parti a conclusione di un conflitto, l'Agenda introduceva una dimensione preventiva e contemplava la possibilità di un uso attivo della forza. Accanto al tradizionale peacekeeping di interposizione si introducevano i concetti di peace-enforcement e di peacebuilding.
Il peace-enforcement rompeva il tabù della sovranità inviolabile degli Stati e accreditava l'idea che in una situazione di conflitto interno a uno Stato, o di conflitto locale fra due Stati, fosse possibile per la comunità internazionale produrre un intervento armato robusto, in grado di imporre la cessazione del conflitto.
Complementare era il concetto di peacebuilding: una volta cessato il conflitto, o prima ancora che questo assumesse forme intollerabili, la comunità internazionale doveva preoccuparsi di costruire le condizioni per una pace duratura nelle aree a rischio.